# Jean-Marie Bourre
Pour les articles homonymes, voir Bourre.
 (novembre 2022).
Jean-Marie Bourre, né le 25 juin 1945 à Paris, et originaire d'Égletons en Corrèze, est un médecin, chimiste français et chercheur en neurosciences.

## Présentation
Jean-Marie Bourre est docteur en médecine, docteur es-sciences et ingénieur chimiste. Il est un ancien directeur des unités de recherche INSERM de neurotoxicologie et de neuro-pharmaco-nutrition. Il est membre de l'Académie nationale de médecine depuis le 29 avril 1997, membre de l'Académie d'agriculture de France.
Dans un article du Figaro , il s’est opposé à l’obligation totale de menus végétariens à tous les repas dans les écoles.

## Biographie
Jean-Marie Bourre est marié, 4 enfants et 13 petits-enfants. Baccalauréats Mathématiques puis Philosophie. Ingénieur Chimiste (ESCIL), Docteur ès Sciences, D.E.R. en Biologie Humaine, Docteur en Médecine. Membre de l'Académie de Médecine (1997), Membre de l'Académie d'Agriculture de France (2011). Membre du Comité d'Honneur de l'Académie Culinaire de France. Ancien Directeur de recherche INSERM. Ancien directeur des unités INSERM (n0 26) de Neuro-toxicologie, puis de Neuro-pharmaco-nutrition, à l'Hôpital Fernand Widal (groupe Lariboisière, Paris).
Chevalier de l'Ordre National du Mérite, Chevalier dans l'Ordre du Mérite Agricole, Médaillé des services militaires volontaires. Titulaire de nombreuses distinctions, dont la Médaille d'Or de l'Académie d'Agriculture de France (2006),  lauréat du prix du meilleur article à caractère scientifique par le Syndicat national de la presse médicale et des professionnels de santé. Membre de multiples comités de lecture de revues scientifiques et médicales, nationale et internationales. Ancien président ou membre de comités scientifiques, de conseils scientifiques et de comités d'experts : d'associations, d'organisations interprofessionnelles, d'interprofessions et d'industries agro-alimentaires, ainsi que de distributeurs. Conseiller municipal, maire adjoint (d'Alain Devaquet) du XIème arrondissement de Paris, président délégué de la caisse des écoles (restauration scolaire). Officier de réserve, Chef de bataillon au 101ème RI  .
Les résultats scientifiques et médicaux  ont donné lieu à 263 publications originales dans des revues internationales sélectives à comité de lecture (255 référencées dans MedLine) ; 159 publications dans des revues nationales, didactiques, des monographies et des chapitres de livres. Egalement, dans de nombreux pays : plus de 250 communications, et plus de 280 séminaires et conférences donnés sur invitation. L'essentiel des recherches personnelles a porté d'abord (à l'Hôpital de la Salpêtrière) sur la biochimie des lipides de la gaine de myéline du cerveau (sur des modèles animaux et chez l'Homme). Puis, à l'hôpital Fernand Widal, elles se sont principalement centrées sur les oméga-3 : leurs présences dans les cellules cérébrales, leurs rôles sur les structures du système nerveux, sur les organes neuro-sensoriels, et sur le fonctionnement du cerveau ; dont les résultats ont fait l'objet de 2 livres grand-public : « Les bonnes graisses » (en 1991) et " La vérité sur les oméga-3 " (en 2004).

## Controverses
La publication de son premier livre ("La diététique du cerveau" sous-titré : « de l'intelligence de du plaisir ") a donné lieu à une controverse, parfois violente, notamment de la part de psychiatres et de quelques neurologues, refusant que les nutriments, donc les aliments, puissent avoir une influence sur l’intelligence. Cette contestation s'est rapidement éteinte .
Spécialiste des oméga-3, objets centraux de ses recherches, et socle de son deuxième livre ("Les bonnes graisses"), il s'est retrouvé en conflit avec des médecins psychiatres, et quelques industriels de la pharmacie et de la parapharmacie . En effet, il dénonçait le peu d'efficacité des gélules prescrites (concentrées en oméga-3). En particulier du fait de leur formulation chimique, et de l'imprécision des motifs médicaux de leur recommandation (régulation de l’humeur positive) (cf. l'un de ses lires : « La vérité sur les oméga-3 ») .
Ardent défenseur de repas structurés   et de l'omnivorisme, il a été récusé par des associations de végétariens, et surtout de végétaliens. Ainsi, dans un article dans le Figaro  il s'est opposé à l'obligation totale de menus végétariens (sans viande) à tous les repas dans les écoles, ce qui a donné lieu à polémique.
Il lui a été reproché d'être expert ou conseiller (à titre occasionnel et transitoire) pour la distribution et l'industrie agro-alimentaire  .

## Livres
- La Diététique du cerveau, 1990 ; collection Opus, 1993 et 1995, collection poches Odile Jacob, 2000.-Traduit : en allemand (« Intelligentz und Enährung », ed. Econ), en anglais (« Brainfood », ed. Little Brown), en espagnol (« De la Inteligencia y el placer. La dietetica del Cerebro » Biblioteca Mondatori), en italien (« La dietetica del Cervello », ed. Sperling et Kupfer), en portugais (« Comida inteligente » ed. Gravida).
- Les Bonnes Graisses, 1991 ; points Odile Jacob, 1996.-Traduit : en Espagnol (« Las buenos grasas », Biblioteca Mondatori).
- De l’animal à l’assiette, 1993.
- La Diététique de la performance, 1995 ; collection Opus, 1997.-Traduit : en espagnol («La dietética de los resultados ». Ed. Paidotribo), en portugais («A dietética da performance », ed. Instituo Piaget).
- Les Aliments de l’intelligence et du plaisir, 2001.
- Diététique du cerveau : la nouvelle donne, 2003.
- La Vérité sur les oméga-3, 2004.
- Le programme pour bien nourrir votre cerveau, 2019
- La Nouvelle Diététique du cerveau, 2006, édition augmentée. 2010.-Traduit : en portugais (Dietética do cérebro. A nova aposta », ed. Instituto Piaget)
- La Vérité sur les oméga-3, 2007.
- Bien manger, vrais et faux dangers, 2008.
- Le Lait vrais et faux dangers, 2010.
- La Chrono-diététique, 2011.
- La Chrono-alimentation du cerveau, 2016
- Le Vrai savoir fer, aux éditions du Rocher, 1996.
- Le Cholestérol ?, aux éditions Privat, 1997.
- Je maigris. 101 occasions de maigrir dans la vie de tous les jours, éditions Hachette N° 1, 2000.
- De l’épi au demi. La bière : aliment, santé, plaisir  Flammarion, 2000.
- Esquisse de catalogue raisonné de Pierre François Alexandre Desbois, aquafortiste, aquarelliste et dessinateur Français. Avec J. et P. Gandois. 202 pages. 2020.  (ISBN 979-1-0343-4879-4)